# Масштабний фактор
Масштабний фактор (рос. масштабный фактор, англ. scale factor, нім. Massstabfaktor m) — показник, що оцінює взаємозв'язок між розмірами піддослідного зразка гірської породи (частини його) або руйнуючого інструменту та питомими показниками руйнування.